# Еньва
Еньва — река в России, протекает по Чердынскому району Пермского края.

## Описание
Устье реки находится в 111 км по правому берегу реки Южная Кельтма. Длина реки составляет 24 км.

## Данные водного реестра
По данным государственного водного реестра России относится к Камскому бассейновому округу, водохозяйственный участок реки — Кама от истока до водомерного поста у села Бондюг, речной подбассейн реки — бассейны притоков Камы до впадения Белой. Речной бассейн реки — Кама.
Код объекта в государственном водном реестре — 10010100112111100003246.